# N0iZ stAr
N0iz Star (escrito n0iZ stAr) es el primer álbum del grupo japonés SuG. Fue lanzado al mercado el 14 de mayo de 2008. Este incluye 11 canciones, un DVD con el video musical de la canción Vi-Vi-Vi junto con un folleto de 40 páginas en total.

## Lista de canciones
CD uno (CD)
1. Chocoholic N0iz - 1:08
2. B.R.K - 3:36
3. Kokuu (虚空) - 4:15
4. Vi-Vi-Vi - 4:48
5. Yami Tsuki Delay (ヤミツキディレイ) - 4:14
6. Shikisai (四季彩) - 5:09
7. Romantic - 4:22
8. Seiyokuholic (生欲Holic) - 3:29
9. Crimson soda - 3:42
10. Uesto Faaito Sto~ri~ (うえすとふぁいとすと～り～) - 3:54
11. PikaLife - 3:20

CD dos (DVD)
1. "Vi-Vi-Vi" - 5:16